# Sub loop unbundling

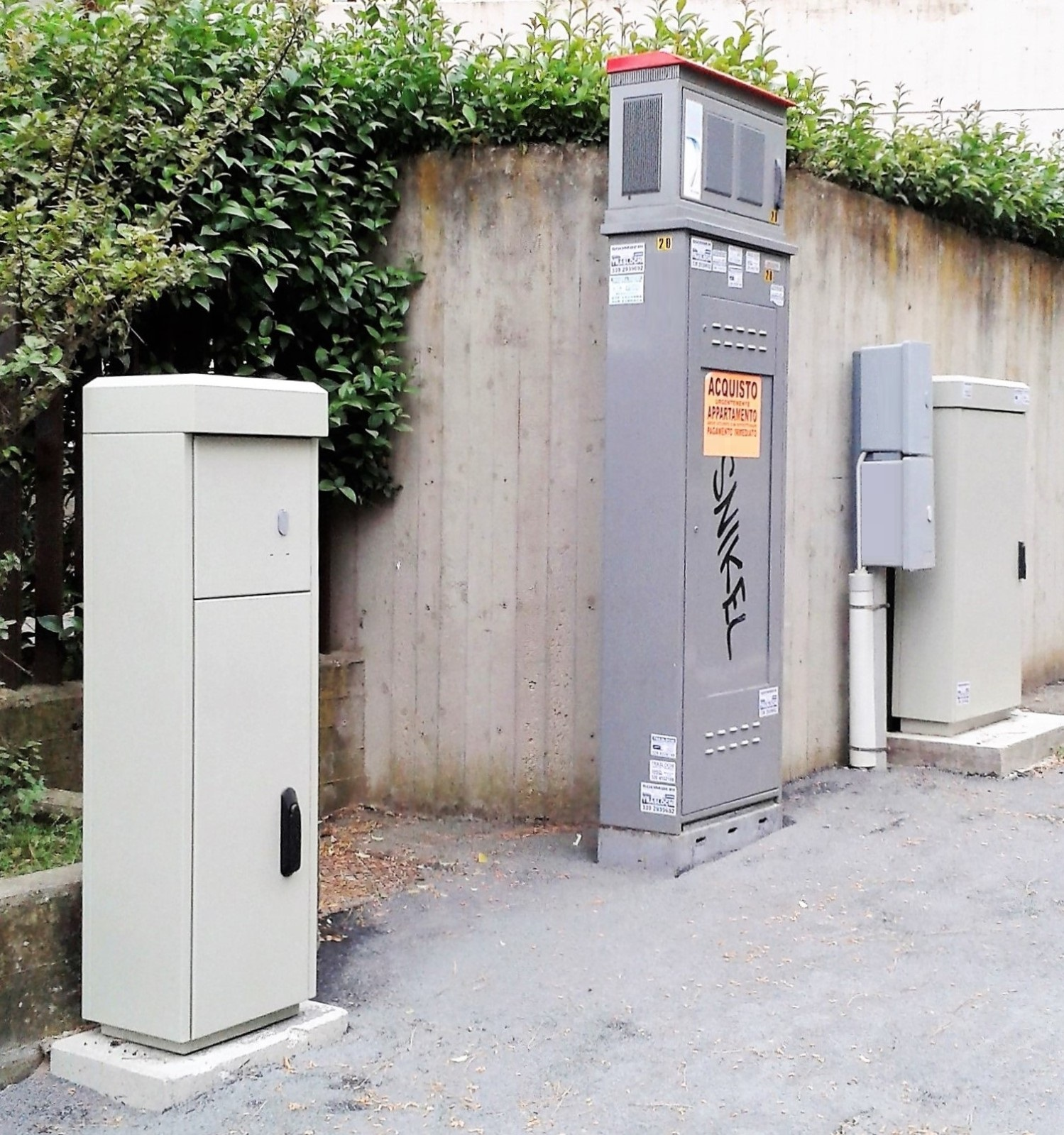
A partire da sinistra un cabinet Vodafone Italia, TIM e Fastweb

Nelle reti di telecomunicazione multi-operatore, con Sub loop unbundling (SLU) si indica una rete proprietaria che arriva fino all'armadio ripartilinea (cabinet) dove, dopo un'eventuale conversione ottico-elettrica, viene allacciata all'ultimo miglio gestito da altro operatore.